# Stephen Bosustow
Stephen Reginald Bosustow (* 6. November 1911 in Victoria, British Columbia, Kanada; † 4. Juli 1981) war ein mit drei Oscars ausgezeichneter kanadischer Zeichentrickfilm-Produzent.

## Leben
Stephen Bosustow zog bereits im Kindesalter mit seiner Familie nach Kalifornien. Im Alter von elf Jahren gewann er einen Kunstpreis an seiner Schule. 1932 arbeitete er für Ub Iwerks an der schwarz-weißen Trickfilmreihe Flip der Frosch, im Jahr darauf war er unter Walter Lantz bei den Universal Studios beschäftigt. Von 1934 bis 1941 war er als Zeichner bei Disney beschäftigt, er arbeitete dort an den Filmen Der Drache wider Willen und Dumbo, der fliegende Elefant mit, ohne im Abspann genannt zu werden. 1941 nahm er an einem Streik bei Disney teil und wurde daraufhin entlassen.
Bosustow arbeitete daraufhin zunächst als Illustrator bei der Luftfahrtfirma Hughes Aircraft und gründete 1942 seine eigene Trickfilmproduktionsgesellschaft und schloss sich kurz darauf mit anderen ehemaligen Disney-Mitarbeitern zur unabhängigen Produktionsgesellschaft Industrial Films zusammen, die kurze Zeit später in United Productions of America (UPA) umbenannt und zeitweise zum größten Konkurrenten von Disney wurde. Einer der bekanntesten Kurzfilme aus dieser Zeit war Hell-Bent For Election, ein dreizehnminüter Trickfilm, welcher zur Wiederwahl von Präsident Franklin D. Roosevelt warb. Als Mitgründer der UPA fungierte er als Präsident und als Produzent. Seine bekanntesten Produktionen waren die Mister-Magoo-Filme, zudem erarbeitete er das Konzept für die ab 1960 produzierte gleichnamige Fernsehserie.
Bosustow war 14 Mal für den Oscar nominiert und konnte den Preis drei Mal gewinnen. Bei der Preisverleihung 1957 erhielt er alle Nominierungen in der Kategorie Bester animierter Kurzfilm und folgerichtig auch den Preis. Er ist damit der einzige Filmproduzent, der jemals in der Geschichte des Oscars alle Nominierung einer Kategorie erhalten hat. 1960 verkaufte er seine Anteile an der UPA und gründete Stephen Bosustow Productions, die nach seinem Tod von seinen Söhnen übernommen wurde; sein Sohn Nick Bosustow wurde 1971 selbst mit dem Oscar ausgezeichnet.

## Auszeichnungen
- 1950: Oscar-Nominierung für The Magic Fluke
- 1951: Oscar für Gerald McBoing-Boing
- 1951: Oscarnominierung für Trouble Indemnity
- 1952: Oscarnominierung für Rooty Toot Toot
- 1953: Oscarnominierungen für Man Alive!, Madeline und Pink and Blue Blues
- 1954: Oscarnominierungen für Christopher Crumpet und The Tell-Tale Heart
- 1955: Oscar für When Magoo Flew
- 1957: Oscar für Magoo’s Puddle Jumper
- 1957: Oscarnominierung für Gerald McBoing! Boing! on Planet Moo und The Jaywalker
- 1958: Oscarnominierung für Trees and Jamaica Daddy
- 1983: Winsor McCay Award